# 데부엘베메 라 비다
《데부엘베메 라 비다》(스페인어: Devuélveme la vida)는 2024년 방영된 콜롬비아의 텔레노벨라이다.